# مرکز چشم دونالد کی. جانسون
مرکز چشم دونالد کی. جانسون (انگلیسی: Donald K. Johnson Eye Centre) بزرگترین مؤسسهٔ بالینی و پژوهشی بینایی در کشور کانادا است که در بیمارستان تورنتو وسترن واقع شده‌است.
مرکز چشم دونالد کی. جانسون همه‌ساله به‌طور میانگین ۸۵٬۰۰۰ مراجعه‌کننده دارد و ۶۵٬۰۰۰ بیمار را درمان و ۴٬۲۰۰ عمل جراحی چشم انجام می‌دهد. این مرکز درمانی، بزرگترین بخش جراحی شبکیه را در آمریکای شمالی و بزرگترین بخش گلوکوم در کانادا را دارد بیشترین تعداد جراحی‌های پیوند قرنیه را انجام می‌دهد.
در این مرکز تخصصی، برخی بیماری‌های پیچیدهٔ شبکیه همچون رتینوپاتی دیابتی، جداشدگی شبکیه و تباهی لکه زرد درمان می‌شود.